# Lõpe (Iisaku)
Lõpe – wieś w Estonii, w prowincji Virumaa Wschodnia, w gminie Iisaku.